# Théâtre Montparnasse
Le théâtre Montparnasse est un théâtre parisien situé 31 rue de la Gaîté, dans le 14e arrondissement.

## Historique

### Le théâtre Montparnasse
En 1817, Pierre-Jacques Seveste obtient de la monarchie restaurée un privilège théâtral pour la banlieue qui lui permet de reprendre le nom de Théâtre du Mont Parnasse laissé vacant depuis la fermeture d'une salle de spectacle portant ce nom en 1772 située sur le boulevard d'Enfer. Il fait construire sa salle au delà du boulevard d'Enfer dans la rue qui deviendra la rue de la Gaîté. Ce quartier ne sera rattaché à Paris qu'en 1860. En 1851, Henri Larochelle rachète aux héritiers de Seveste leurs trois théâtres dont celui de Montparnasse. Le théâtre de bois et de plâtre dura de 1819 à 1856, date à laquelle la salle est reconstruite mais ne prendra la forme qu'on lui connaît aujourd'hui qu'après le décès de Larochelle.
La veuve d'Henri Larochelle fait construire en 1886 le théâtre Montparnasse avec Louis-Hubert Hartmann, ancien acteur de la troupe de Larochelle puis directeur des théâtres des Gobelins et de Grenelle. Il est inauguré le 29 octobre 1886.
Le bâtiment est l'œuvre de l'architecte Charles Peigniet, qui a notamment participé à la réalisation du socle de la statue de la Liberté à New York.
De 1930 à 1943, il fut dirigé par Gaston Baty et porta le nom de « théâtre Montparnasse-Gaston Baty ».
La comédienne Marguerite Jamois lui succède pour vingt ans. En 1965, Lars Schmidt achète le théâtre et nomme Jérôme Hullot à la direction artistique.
En 1984, Lars Schmidt se retire et vend le théâtre à Jean-Louis Vilgrain industriel de l'agro-alimentaire. Il  confie la direction du théâtre à sa femme, une ancienne pensionnaire de la Comédie-Française Myriam Colombi. Elle entreprend des travaux de rénovation et crée le bar-restaurant.
De 2006 à 2021, Bertrand THAMIN et Myriam Colombi ont assuré ensemble la co-direction des deux salles. Depuis la disparition de cette dernière, le 21 avril 2021, Bertrand Thamin assure seul la direction des lieux.
La jauge actuelle est de 715 places. Le Théâtre Montparnasse-Gaston Baty est inscrit aux monuments historiques par un arrêté du 3 avril 1984.

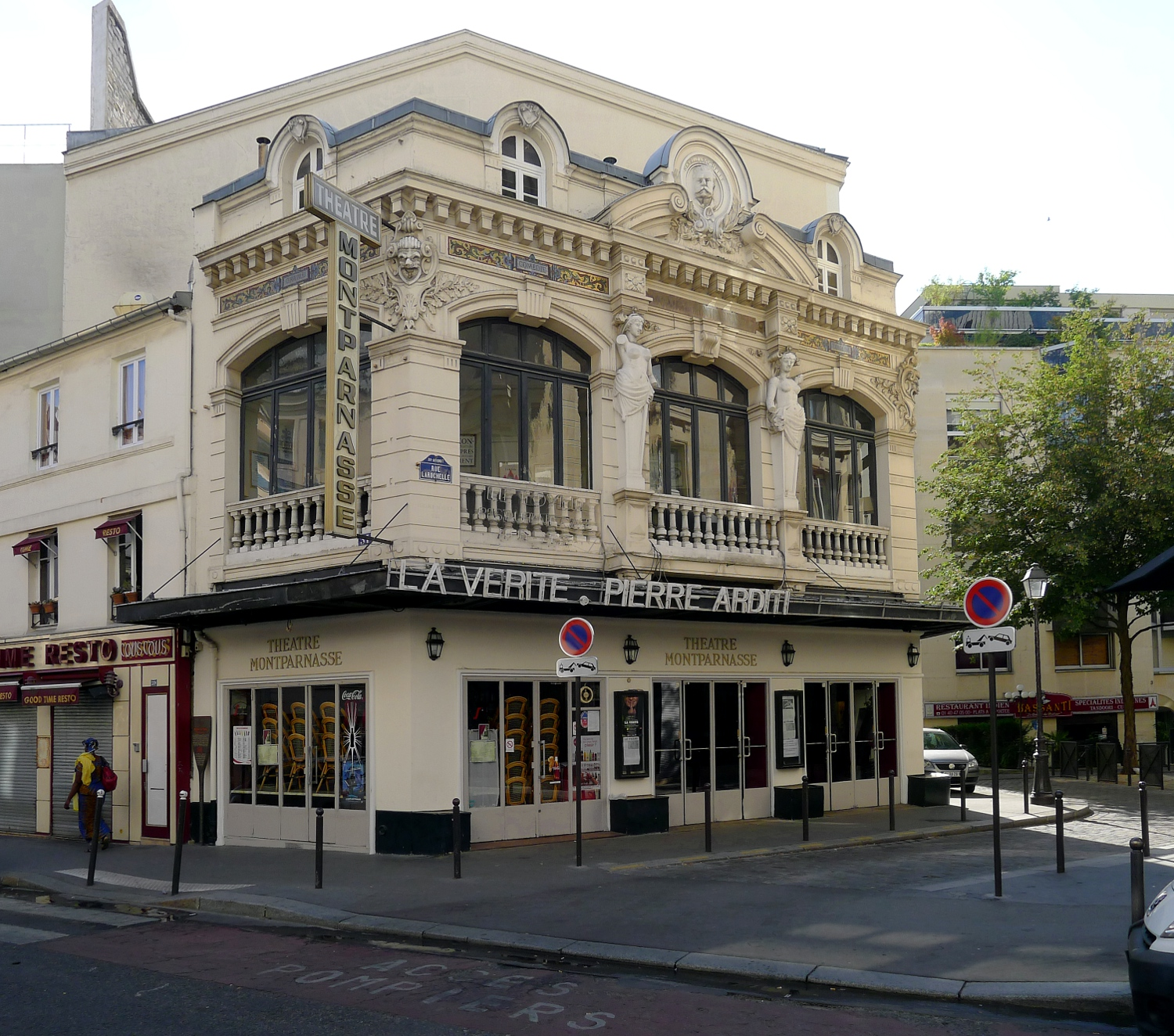
Le théâtre en juillet 2011.
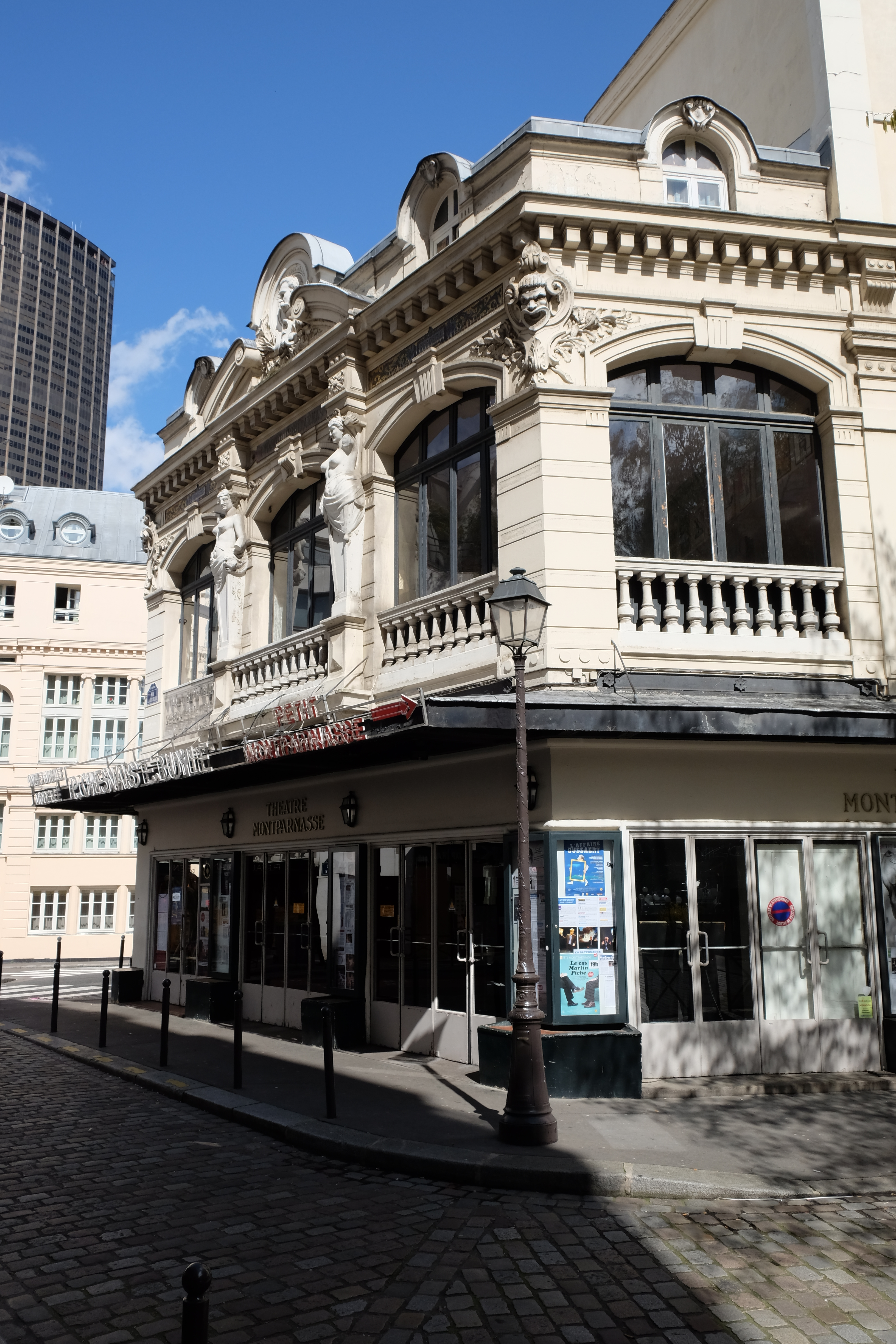
Le théâtre en avril 2016, rue Larochelle.

### Le Petit Montparnasse
La salle est créée en 1979 par Lars Schmidt et Jérôme Hullot dans un ancien entrepôt de décors. En 1998, des travaux sont engagés, Le Petit Montparnasse devient une salle de deux cents places. La réouverture a lieu en novembre 2003.

## Mises en scène

### De Gaston Baty
- 1930 : L'Opéra de quat'sous de Bertolt Brecht
- 1930 : Le Médecin malgré lui de Molière
- 1930 : Le Sourd ou l'auberge pleine de Pierre-Jean-Baptiste Choudard
- 1931 : Terrain vague de Jean-Victor Pellerin
- 1931 : Beau Danube rouge de Bernard Zimmer
- 1932 : Bifur de Simon Gantillon
- 1932 : Café-Tabac de Denys Amiel
- 1932 : Comme tu me veux de Luigi Pirandello
- 1933 : Crime et Châtiment d'après Dostoïevski
- 1934 : Voyage circulaire de Jacques Chabannes
- 1934 : Prosper de Lucienne Favre
- 1935 : Hôtel des masques d'Albert-Jean
- 1935 : Les Caprices de Marianne d'Alfred de Musset
- 1936 : Madame Bovary d'après Gustave Flaubert
- 1937 : Les Ratés d'Henri-René Lenormand
- 1937 : Faust de Goethe
- 1937 : Madame Capet de Marcelle Maurette
- 1938 : Arden de Feversham d'Henri-René Lenormand
- 1938 : Dulcinée de Gaston Baty
- 1939 : Manon Lescaut de Marcelle Maurette d'après l'abbé Prévost
- 1940 : Phèdre de Jean Racine
- 1940 : Un garçon de chez Véry d'Eugène Labiche
- 1941 : Marie Stuart de Marcelle Maurette
- 1941 : La Mégère apprivoisée de William Shakespeare
- 1942 : Macbeth de William Shakespeare
- 1944 : Le Grand Poucet de Claude-André Puget
- 1944 : Emily Brontë de Madame Simone
- 1945 : Lorenzaccio d'Alfred de Musset
- 1947 : L'Amour des trois oranges d'Alexandre Arnoux

### De Marguerite Jamois
- 1943 : Hedda Gabler d'Henrik Ibsen
- 1946 : Electra d'Eugene O'Neill
- 1949 : Neiges de Marcelle Maurette et Georgette Paul
- 1952 : Les Liaisons dangereuses[4] de Pierre Choderlos de Laclos, adaptation Paul Achard, décor et costumes de Francine Galliard-Risler, avec Marguerite Jamois
- 1955 : La Petite Maison de thé de John Patrick
- 1956 : Le Journal d'Anne Frank de Frances Goodrich et Albert Hackett

## Créations
- 1947 :  L'Archipel noir d'Armand Salacrou, mise en scène de Charles Dullin avec Charles Dullin,  Loleh Bellon, Marguerite Jamois, Jacques Dufilho
- 1948 : Montserrat d'Emmanuel Roblès, mise en scène de Vanderic, avec Michel Carlier, Georges Aminel
- 1949 : Neiges de Marcelle Maurette et Georgette Paul, mise en scène de Marguerite Jamois avec Marguerite Jamois, Roger Karl, Hélène Sauvaneix, Paula Dehelly
- 1950 : Le Complexe de Philémon de Jean Bernard-Luc, mise en scène de Christian-Gérard avec Mady Berry,  Grégoire Aslan,  Suzanne Flon,  Henri Guisol,  Madeleine Barbulée
- 1950 : Le Voyageur sans bagage  de Jean Anouilh, mise en scène d'André Barsacq avec Marguerite Jamois - Madeleine Lambert - Maurice Nasil - Michel Vitold,  Héléna Manson, Silvia Monfort
- 1950 : Le Miracle de l'homme pauvre, de Marian Hemar, adaptation de Cécil Robson, mise en scène d'André Clavé, décors et costumes de Francine Galliard-Risler, spectacle interprété par Centre dramatique de l'Est (avec Charles Lavialle, ...)
- 1952 : Médée  d'après Euripide de Robinson Jeffers, mise en scène de Georges Vitaly avec Marie-Hélène Dasté, Marguerite Jamois
- 1953 : L'Alouette de Jean Anouilh, mise en scène de Jean Anouilh et Roland Piétri  avec Jean-Louis Richard, Suzanne Flon, Marcel Pérès, Michel Etcheverry,  Gérard Darrieu, Michel Bouquet
- 1953 : Le Diable à quatre de Louis Ducreux, mise en scène de Michel de Ré avec Micheline Dax, Jacqueline Noëlle, Jean-Marc Thibault
- 1955 : La petite maison de thé de John Patrick, mise en scène de Marguerite Jamois avec Félix Labisse, Yoko Tani, Jacques Hilling, Pierre Dac, Claude Rich,  Albert Rémy
- 1956 : Pauvre Bitos ou le Dîner de têtes de Jean Anouilh, mise en scène de Jean Anouilh et Roland Piétri 	avec Michel Bouquet,  Pierre Mondy, Jean Martinelli,  Bruno Cremer
- 1957 : Le Journal d'Anne Frank de Frances Goodrich et  Albert Hackett , mise en scène de Marguerite Jamois avec Jacques Charrier, Josée Steiner
- 1959 : Becket ou l'Honneur de Dieu de Jean Anouilh, mise en scène de Jean Anouilh et Roland Piétri, avec Bruno Cremer, Daniel Ivernel, Martine Sarcey, André Weber, Michel de Ré
- 1961 : La Grotte de Jean Anouilh, mise en scène de	Jean Anouilh et Roland Piétri avec Jean Le Poulain, Martine Sarcey, Marcel Cuvelier, Lila Kedrova
- 1962 : Trencavel de Robert Collon, mise en scène de jean Mercure, avec Jean Mercure, Claude Richard, Jean-Roger Caussimon, Julien Guiomar, Jean d'Yd, Bernard Verley, Olivier Hussenot
- 1963 : Et jusqu'à Béthanie de Jean Giraudoux, mise en scène de Raymond Rouleau  avec Claude Génia, Jeanine Crispin, Annie Cariel
- 1965 : version grecque de Marc-Gilbert Sauvajon, mise en scène de Jacques-Henri Duval avec Dany Robin, Georges Marchal, France Delahalle, Françoise Fabian, Robert Vattier, Pierre Tornade
- 1965 : Love de Murray Schisgal , mise en scène de Maurice Garrel avec Laurent Terzieff, Pascale de Boysson, Bernard Noël
- 1966 : L'Ordalie ou La Petite Catherine de Heilbronn de Heinrich von Kleist, adaptation et mise en scène de Jean Anouilh et Roland Piétri avec Jacques Dacqmine, Jean Davy, Caroline Cellier, Odile Mallet
- 1967 : Black Comedy de Peter Shaffer, mise en scène de  Raymond Gérôme avec Jean-Pierre Cassel, Marlène Jobert, Perrette Pradier, Raymond Jérome
- 1968 : Four Seasons (Les Quatre Saisons) d'Arnold Wesker, mise en scène de Claude Régy avec Nicole Courcel, Claude Rich
- 1969 : le Prix d'Arthur Miller, mise en scène de Raymond Rouleau avec Pierre Mondy, Yvette Étiévant, Claude Dauphin, Jean Rochefort
- 1970 : Bérénice de Jean Racine, mise en scène de Roger Planchon avec	Francine Bergé, Sami Frey, Denis Manuel, Tatiana Moukhibe
- 1970 : L'Infâme de Roger Planchon, mise en scène par l'auteur, avec Roger Planchon, Jean Bouise, Denis Manuel, Michel Herbault, Hervé Bellon
- 1970 : Jeux de massacre d'Eugène Ionesco, mise en scène Jorge Lavelli avec Raymond Jourdan, Lucie Arnold, Paulette Frantz, Gilles Guillot, Claude Génia
- 1972 : Le saut du lit de John Chapman et Ray Cooney, mise en scène de Jean le Poulain, avec	Micheline Boudet, Jean-Jacques, Arlette Didier, Guy Tréjan, Bernard Lavalette, Jacques Ciron, Tsilla Chelton, Patricia Karim
- 1974 : Madame Marguerite de Jean-Loup Dabadie, mise en scène de Jorge Lavelli avec Annie Girardot
- 1976 : Même heure l'année prochaine de Bernard Slade, mise en scène de Pierre Mondy avec Nicole Courcel, Jean Piat
- 1977 : Trois lits pour huit d'Alan Ayckbourn, mise en scène de Pierre Mondy avec Pierre Arditi, Axelle Abbadie, Jacqueline Doyen, Jean-Luc Moreau, André Dussollier
- 1978 : Peines de cœur d'une chatte anglaise de Geneviève Serreau, mise en scène d'Alfredo Arias, avec Facundo Bo, Marilú Marini
- 1979 : Le Philanthrope de Christopher Hampton, mise en scène de Michel Fagadau avec Laurent Terzieff, Bernard Alane, Martine Kelly, André Falcon, Richard Leduc
- 1979 : L'Étoile du nord de Geneviève Serreau, mise en scène d'Alfredo Arias, avec Facundo Bo, Marilu Marini, Alain Salomon, Jacques Jolivet
- 1981 : L'Évangile selon Saint-Marc : d'après la Bible, mise en scène de Lars Schmidt et Raymond Jérome, avec Raymond Jérome
- 1982 : Trahisons de Harold Pinter, mise en scène de Raymond Gérome avec Sami Frey, Caroline Cellier et André Dussollier.
- 1984 : Tchin-tchin de François Billetdoux, mise en scène de Peter Brook et Maurice Bénichou avec Marcello Mastroianni, Natasha Parry, Nicolas Hossein
- 1985 : Frédéric et Voltaire de Bernard Da Costa, mise en scène d'Yves Pignot, décor et costumes de Francine Galliard-Risler, avec Jacques Duby et Pierre Verdier, au Petit Montparnasse
- 1985 : Les Gens d'en face de Hugh Whitemore, mise en scène de Jonathan Critchley avec Françoise Fabian, Robert Rimbaud, Geneviève Fontanel, Marcel Bozzuffi, Van Doude
- 1986 : La Maison du lac d'Ernest Thompson, mise en scène de Raymond Gérôme, avec Edwige Feuillère, Jean Marais, Annick Blancheteau,Alain Chevallier, Hervé Rey et Yves Pignot
- 1986 : Le Veilleur de nuit de Sacha Guitry, mise en scène de Jacques Herson, avec Marc Dudicourt, Fabrice Luchini, Yasmina Reza
- 1987 : Bonsoir Maman de Marsha Norman, adaptation Matthieu Galey, mise en scène de Lars Schmidt, décor et costumes de Francine Galliard-Risler, avec Catherine Rich et Françoise Christophe, au Théâtre du Petit Montparnasse
- 1988 : La vraie vie de Tom Stoppard, mise en scène d'Andréas Voutsinás et Claude Lenoir, avec Pierre Arditi, Catherine Rich, Évelyne Bouix, Yves Beneyton
- 1988 : Le Secret d'Henri Bernstein, mise en scène d'Andréas Voutsinás avec Anny Duperey, Pierre Vaneck, Fabrice Luchini, Nicole Jamet, Odile Mallet
- 1989 : Le Souper de Jean-Claude Brisville, mise en scène de Jean-Pierre Miquel avec Claude Rich, Claude Brasseur, Serge Krakowski, Laurent Rey
- 1989 : Les Caprices de Marianne d'Alfred de Musset, mise en scène de Bernard Murat, avec André Dussollier, Christine Delattre, Sophie Ladmiral
- 1995 : La dernière salve de Jean-Claude Brisville,, mise en scène de Marcel Bluwal, avec Claude Brasseur,, Jacques François, Yves Lambrecht
- 1996 : Le Bal des voleurs de Jean Anouilh, mise en scène de Jean-Claude Idée avec Claude Gensac, Jacques Seiler, Marcel Zanini, André Valardy, Jacques Ciron
- 1996 : La Délibération de Pierre Belfond, mise en scène de Jan-Claude Idée, avec Brigitte Fossey, Pierre Meyrand, Philippe Laudenbach,
- 1997 : Le Libertin d'Éric-Emmanuel Schmitt, mise en scène de Bernard Murat, avec Bernard Giraudeau, Christiane Cohendy, Claire Keim, Élisabeth Commelin
- 1998 :Deux sur la balançoire de William Gibson, mise en scène de Stéphane Hillel, avec Ludmila Mikaël, Christophe Malavoy
- 1998 : Soleil pour deux de Pierre Sauvil, mise en scène de Christian Bujeau, avec Roland Giraud, Géraldine Gassler,
- 1999 :A torts et à raison de Ronald Harwood, mise en scène de Marcel Bluwal, avec Claude Brasseur, Michel Bouquet, Fabrice Eberhard, Beata Nilska
- 1999 : Copenhague de Michael Frayn, mise en scène de Michaël Blakemore, avec Pierre Vaneck, Niels Arestrup, Maïa Simon
- 2000 : Fernando Krapp m'a écrit cette lettre de Tankred Dorst, mise en scène de Bernard Murat avec Niels Arestrup, Emmanuelle Seigner
- 2001 : Transferts de Jean-Pierre About, mise en scène de Jean-Claude Idée avec Tom Novembre
- 2002 :  la Boutique au coin de la rue de Miklós László, mise en scène de Jean-Jacques Zilbermann avec Florence Pernel, Samuel Labarthe, Wojtek Psoniak
- 2003 : Le Vent des peupliers de Gérald Sibleyras, mise en scène de jean-Luc Tardieu avec Georges Wilson, Jacques Sereys, Maurice Chevit
- 2003 : le Jour du destin de Michel del Castillo, mise en scène de Jean-Marie Besset et Gilbert Desveaux avec Michel Aumont, Christophe Malavoy
- 2004 :  L'inscription de Jean Dell et Gérald Sibleyras, mise en scène de Jacques Echantillon avec Gérard Moreni, Frédérique Bugeau, Clothilde Chatelard
- 2004 : L'Evangile selon Pilate d'Eric-Emmanuel Schmitt, mise en scène de Christophe Lidon avec Jacques Weber, Erwan Daouphars
- 2005 :  Le Caïman d'Antoine Rault, mise en scène de Hans Peter Cloos, avec Claude Rich
- 2005 : Le Manège de Florian Zeller, mise en scène de Nicolas Briançon avec Nicolas Vaude, Anne Charrier, Nicolas Briançon, Marine Delterme
- 2005 : Du côté de chez Proust, adaptation et lecture de Jacques Sereys, mise en scène jean-Luc Tardieu
- 2006 : Synopsis & Squash d'Andrew Payne, adaptation de Robert Plagnol, mise en scène de Patrick Kerbrat, avec Robert Plagnol, Benjamin Boyer
- 2008 : Gary/Ajar d'après André Asséo, mise en scène et avec Christophe Malavoy
- 2009 : Parole et guérison de Christopher Hampton, mise en scène de Didier Long avec Barbara Schulz, Samuel Le Bihan
- 2009 : La Nuit de l'audience de Jean-Claude Idée et Jean des Cars, mise en scène de Patrice Kerbrat, avec Brigitte Fossey, Frédérique Tirmont, Jean-Yves chilot
- 2010 : La Parisienne d'Henry Becque, mise en scène de Didier Long avec Barbara Schulz, Didier Brice, Jérôme Kircher, Alexandre Guanzé
- 2010 : Une comédie romantique de Gérald Sibleyras, mise en scène de Christophe Lidon, avec Stéphane Freiss, Élodie Navarre, Françoise Lépine
- 2011 : Ovide était mon maître ou l'art d'aimer d'après Ovide, mise en scène de jean-Claude Idée avec Pierre Santini, Julie Judd
- 2011 : La Vérité de Florian Zeller, mise en scène de Patrice Kerbrat avec Pierre Arditi, Fanny Cottençon, Patrice Kerbrat
- 2012 : Pensées secrètes d'après David Lodge, mise en scène de Christophe Lidon avec Isabelle Carré, Samuel Labarthe
- 2012 : Un drôle de père d'après Bernard Slade, mise en scène de Jean-Luc Moreau avec Michel Leeb, Anne Jacquemin, Manoëlle Gaillard, Philippe Uchan
- 2012 : L'Alouette de Jean Anouilh, mise en scène de Christophe Lidon avec Sara Giraudeau, Olivier Claverie, Joël Demarty
- 2012 : La Conversation[5] de Jean d'Ormesson, mise en scène de Jean-Laurent Silvi avec Maxime d'Aboville, Alain Pochet
- 2013 : La Dame de la mer d'Henrik Ibsen, mise en scène Jean-Romain Vespérini avec Jacques Weber, Anne Brochet
- 2013 : La Chanson de l'éléphant de Nicolas Billon, mise en scène de Bruno Dupuis avec Pierre Cassignard, Christine Bonnard; Jean-Baptiste Maunier
- 2014 : Un temps de chien de Brigitte Buc, mise en scène de Jean Bouchaud avec Valérie Lemercier, Mélanie Bernier, Patrick Catalifo, Pascale Arbillot
- 2014 : La Colère du tigre de Philippe Madral, mise en scène de Christophe Lidon avec Claude Brasseur, Michel Aumont
- 2015 : Les Grandes Filles de Stéphane Guérin, mise en scène de Jean-Paul Muel avec Judith Magre, Geneviève Fontanel, Claire Nadeau, Édith Scob